# Hobbyhøns
Hobbyhøns er Fødevarestyrelsens og erhvervshønseholdernes betegnelse for de hønsehold i Danmark som ikke opdrættes som erhvervsproduktion.
Det er estimeret, at der i Danmark er 80.000 - 100.000 sådanne hønsehold.
I praksis drejer det sig dels om små gårdbesætninger af høns med stalddørssalg af æg og høns til eget forbrug samt racefjerkræopdrættere.

## Fodring
Det er fra år 2023 forbudt at fodre hobbyhøns med køkkenaffald, grundet et EU-forbud. (tidligere har det delvist været tilladt.) Formålet er at minske muligheden for formidling af smitsomme sygdomme til hønsene - fx salmonella.
Høns må godt få haveaffald, men nogle planter og frø er giftige for høns - bl.a. æblekerner og rå bønner.

## Dørsalg af æg fra hobbyhøns
De fleste der har hobbyhøns, oplever en overskudsproduktion af æg om sommeren. Mange vil gerne sælge af æggene til venner og måske også forbi passerende på vejen. Dog er denne form for dørsalg af egen producerede hønseæg underlagt specifikke regler.
Fødevarestyrelsen deler æg producenter i tre grupper:
- Små hønsehold
- Hønsehold fra 30-500 dyr
- Hønsehold fra 500 dyr

### Små hønsehold
Små hønsehold defineres af fødevarestyrelsen som en flok med maks. 30 høns over 16 uger.
For små hønsehold gælder det, at salg af æg skal være registreret hos Fødevarestyrelsen.
Der er ikke krav om salmonellakontrol hvis:
- Der ikke reklameres eller annonceres med stalddørssalg af æg
- Kunden oplyses om, at æggene ikke er salmonellakontrollerede
- Æggene kun bliver solgt til en kendt kreds af aftagere
- Æg sælges i æggebakker, skal de være nye og ubrugte

Det er ikke et krav, at hønsene i et småt hønsehold med stalddørssalg kommer fra et godkendt opdræt omfattet af salmonellahandlingsplanen.
Det er endvidere ikke et krav, at flokken undersøges for salmonella efter et særligt prøveprogram, inden stalddørssalget af æg starter.
Opdrætteren er forpligtet til at oplyse aftageren om, at æggene ikke er kontrolleret for salmonella.

### Hønsehold fra 30-500 dyr
Overstiger hønseflokken et antal på 30 dyr over 16 uger stilles der skærpede krav før stalddørssalg er tilladt.
De skærpede krav omfatter:
- Besætningerne skal kontrolleres for salmonella.
- Stalddørssalg af æg skal være registreret hos Fødevarestyrelsen.
- Æggene må ikke være sorteret i kvalitets- eller vægtklasser.
- Æggene må ikke bærer betegnelserne "Frilandsæg", "Skrabeæg" eller "Buræg".
- Æggene skal sælges, senest 21 dage efter at æggene er lagt.
- Forbrugeren skal selv hente æggene på bedriften.
- Æggene skal pakkes i nye bakker. Det er endvidere et krav at der ikke tages brugte æggebakker retur fra forbrugerne.
- Salget af æg må ikke ske direkte fra bedriftens æg-opbevaringsrum, hvis der også opbevares æg til større kommercielle ægpakkerier i rummet.
- Forbrugeren skal have oplysning om datoen for æggenes mindste holdbarhed, som højst må være 28 dage efter læggedagen. Oplysningen skal stå på et opslag på salgs-stedet eller på en fortrykt seddel i æggebakkerne eller udleveres med æggene.

Hvis bedriften er autoriseret til produktion af økologiske produkter, er det tilladt at informere om det ved salget og bruge Ø-mærket.
Salmonella kontrollen skal ske minimum 3 gange årligt.

### Hønsehold fra 500 dyr
Skærpede krav der ikke er relevante for hobbyhønseavlere.
Salmonella kontrollen skal finde sted minimum hver anden uge.